# Club de Fútbol Cruz Azul
O Club Deportivo Cruz Azul ou simplesmente Cruz Azul é um clube social, cultural e esportivo, fundado em 22 de maio de 1927 pela empresa de cimento "Cooperativa Cruz Azul", localizada na cidade de Jasso. Suas cores oficiais são o azul, o branco e o vermelho.
Em 1971, a equipe mudou-se para a Cidade do México, onde passou a mandar seus jogos no Estádio Azteca. No ano de 1996, transferiu o mando de suas partidas para o Estádio Azul. Porém, devido a um desacordo entre os donos do recinto esportivo, e a diretoria celeste,  o clube foi obrigado a retornar ao Azteca, 22 anos depois. Dessa vez, "dividindo" o mando local com o seu principal rival, o América. 
Ostenta a marca de ser um dos maiores vencedores da história do Campeonato Mexicano, com nove campeonatos obtidos, e detém quatro edições da Copa do México. É também o maior campeão continental da CONCACAF, com sete títulos, junto ao rival América. Foi ainda a primeira equipe mexicana a chegar na final da Copa Libertadores da América de 2001.
De acordo com pesquisas realizadas pela Consultoria Mitofsky, é a terceira equipe com mais torcedores no México.

## História

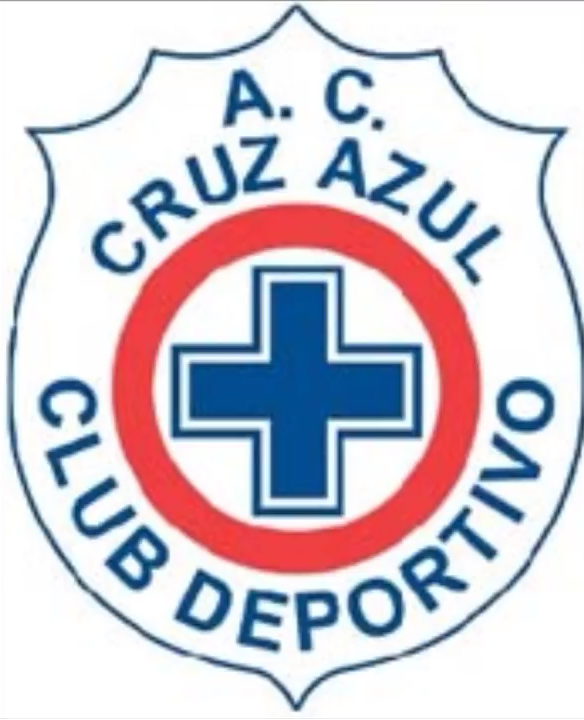
Primeiro escudo utilizado em 1968

O clube nasceu em 22 de maio de 1927, a partir da iniciativa de trabalhadores da fábrica de cimento "Compañía Cementos Cruz Azul", na pequena cidade de Jasso, no estado de Hidalgo. Inicialmente, a equipe atuou por mais de três décadas apenas em nível amador, em partidas contra times reservas da primeira divisão da época.
Sob a direção de Guillermo Álvarez Macías, a empresa de cimento tornou-se uma cooperativa de propriedade dos seus trabalhadores, que decidiu inscrever o clube na segunda divisão mexicana em 1960. Comandados pelo húngaro Jorge Marik, os "cementeiros" conseguiram o acesso à primeira divisão nacional quatro anos depois.
A grande surpresa ocorreu na temporada 1968/69, quando o time dirigido por Raúl Cárdenas, ganhou pela primeira vez o Campeonato Mexicano e a Copa dos Campeões da CONCACAF.
Na década de 1970, o Cruz Azul viveu seu período mais glorioso. Com uma base formada por atletas mexicanos, liderados pelos zagueiros Javier Guzmán e Ignacio Flores, e que ainda incluía estrangeiros como o goleiro argentino Miguel Marín, o zagueiro chileno Alberto Quintano, e o atacante paraguaio Eladio Vera, o clube ficou conhecido como a "Máquina Celeste", tendo conquistado seis campeonatos mexicanos e mais dois títulos da Copa dos Campeões da CONCACAF, e se firmou como uma das grandes forças futebolísticas do México. O clube também ganhou mais adeptos depois de ter deixado a sede em Jasso e migrado para a Cidade do México, passando a jogar no Estádio Azteca.
Já ao longo da década de 1980 e a primeira metade da década de 1990, o Cruz Azul amargou insucessos, tendo sido derrotado em quatro decisões do Campeonato Mexicano. O jejum de grandes conquistas só terminou na temporada 1996, com o título da Copa dos Campeões da CONCACAF, a quarta da história da equipe. Ainda naquele ano, o clube adotou o Estádio Azul, também na capital mexicana, como sua nova casa. No ano seguinte, os "cementeiros" conquistaram seu oitavo título mexicano e o seu quinto título continental.

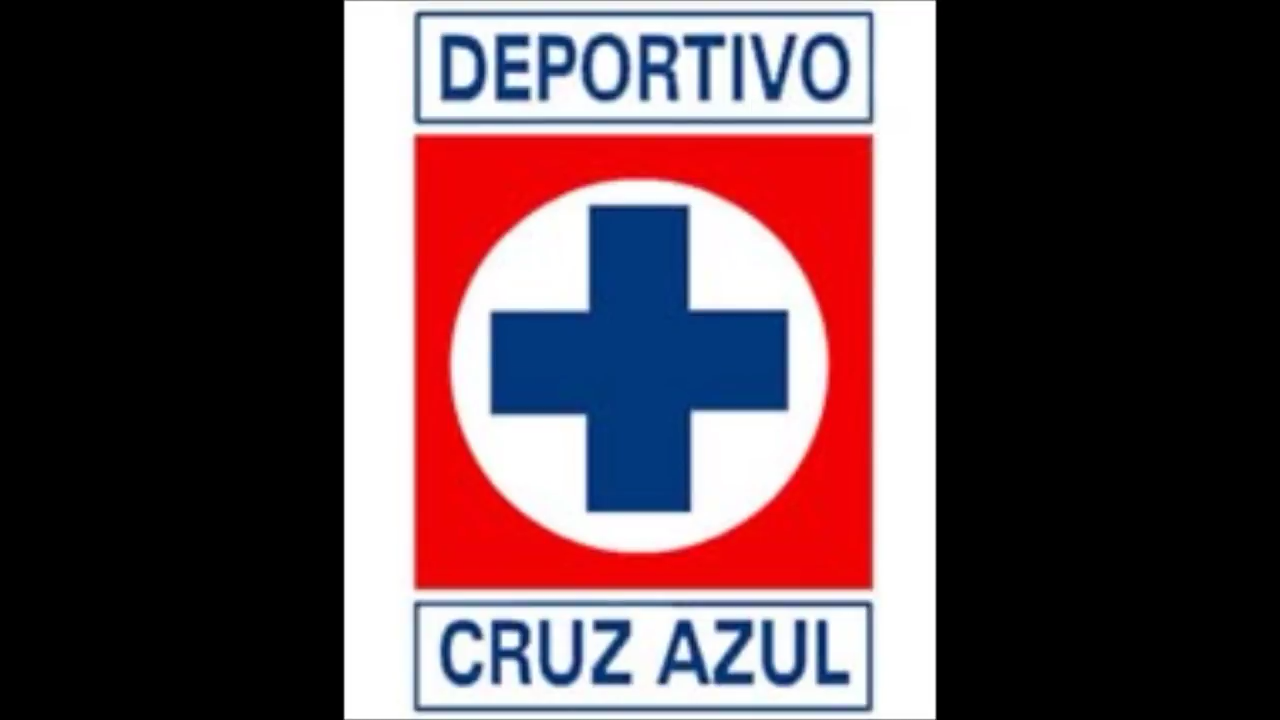
Segundo escudo utilizado em 1970

Apesar de uma campanha de destaque na Copa Libertadores da América de 2001, que culminou no vice-campeonato do torneio mais prestigioso da América do Sul, o Cruz Azul têm vivido altos e baixos nos primeiros anos do século XXI. Foram cinco vice-campeonatos mexicanos (Clausura-2008, Apertura-2008, Apertura-2009, Clausura-2013 e Apertura-2018) e outros dois vice-campeonatos continentais (2008–09 e 2009–10).
Em 2014, o clube conquistou pela sexta vez o continental da CONCACAF, tornando-se novamente o maior campeão desse torneiro.
Sob o comando do treinador português Pedro Caixinha, o clube conquistou uma Copa do México em 2018, e a primeira edição da Leagues Cup, em 2019. Torneio realizado nos Estados Unidos, que envolvia às equipes das ligas mexicanas e americanas.

### O Fim de "La Maldición"
No torneio Clausura 2021, que a equipe celeste pode enfim alcançar sua maior ambição: Ser campeão nacional após 23 anos e meio de espera. 
Com uma campanha impecável, a equipe dirigida pelo treinador peruano Juan Reynoso, terminou a primeira fase com a liderança absoluta da tabela, somando em 17 jogos disputados 41 pontos, com 13 vitórias, 2 empates e apenas 2 derrotas.
Já no mata - mata, teve sua maior dificuldade, em sua partida contra o Toluca, saindo em desvantagem no primeiro jogo das quartas de final, (2×1). Mas reverteu o placar, na partida de volta, por 3×1.
Embalados nessa boa fase, empatou sem gols na partida de ida, contra o Pachuca, vindo a derrota-los na segunda partida.
Já na decisão, contra o Santos Laguna, os derrotou na partida de ida, fora de casa pelo placar mínimo de 1×0, e garantiu a tão sonhada conquista com um empate simples na partida de volta, realizada no estádio Azteca, em 1×1.

## Sedes e estádios

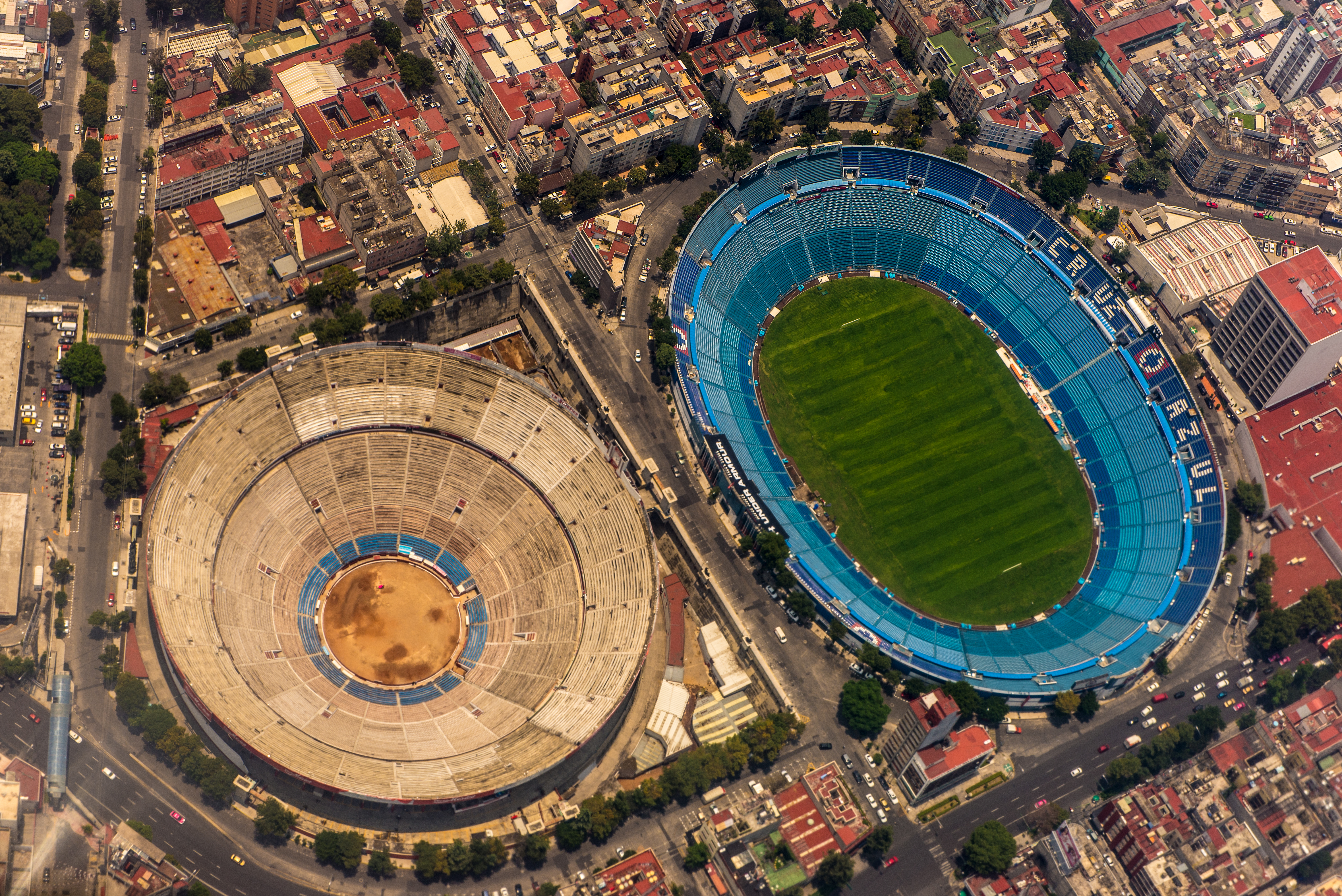
Estádio Azul, antiga casa do Cruz Azul na Cidade do México.

O Estádio Azul, que pertence ao OCESA, é o local onde o Cruz Azul mandava suas partidas de futebol, entre os anos de 1996 à 2018. Foi inaugurado em 5 de janeiro de 1947, e tem capacidade para 35.161 torcedores. Está localizado na Cidade do México.

## Títulos
| CONTINENTAIS | CONTINENTAIS                     | CONTINENTAIS | CONTINENTAIS                                                                |
|              | Competição                       | Títulos      | Temporadas                                                                  |
| ------------ | -------------------------------- | ------------ | --------------------------------------------------------------------------- |
|              | Copa dos Campeões da CONCACAF    | 7            | 1969, 1970, 1971, 1996, 1997, 2013-14 e 2025                                |
|              | Copa das Ligas                   | 1            | 2019                                                                        |
| NACIONAIS    |                                  |              |                                                                             |
|              | Competição                       | Títulos      | Temporadas                                                                  |
| México       | Campeonato Mexicano              | 9            | 1968-69, 1970-M 1971-72 , 1972-73, 1973-74, 1978-79, 1979-80, 1997 e 2021-C |
| México       | Copa do México                   | 4            | 1968, 1996, 2013 e 2018                                                     |
| México       | Campeão dos Campeões             | 4            | 1968, 1972, 2021 e 2022                                                     |
| México       | Supercopa de Mexico              | 2            | 2018-19 e 2021-22                                                           |
| México       | Copa Pachuca                     | 5            | 1997, 1998, 2002, 2006 e 2007                                               |
| México       | Campeonato Mexicano - 2ª Divisão | 1            | 1963                                                                        |

### Outras Competições
- Copa 5 De Mayo: 2004
- Copa Panamericana: 2007
- Copa Cuauhtemoc: 2008
- Copa Aztex: 2009
- Copa GNP por México: 2020, 2022

LEGENDA:
 Campeão Invicto
M: Torneio México
C: Torneio Clausura (Guardianes)

## Campanhas de Destaque
- Copa do Mundo de Clubes da FIFA: 4º lugar (2014)
- Liga Dos Campeões Da Concacaf: 2° lugar: 2008/2009, 2009/2010
- Taça Libertadores Da América: 2° lugar: 2001
- Campeonato Do Campeonato Mexicano De Futebol: 2° lugar: 1969/1970, 1980/1981, 1986/1987, 1988/1989, 1994/1995, 1999 (Invierno), 2008 (Clausura), 2008 (Apertura), 2009 (Apertura), 2013 (Clausura), 2018 (Apertura), 2024 (Clausura)
- Copa México: 2° lugar: 1973, 1987
- Copa Pachuca: 2° lugar: 2000 2005

## Filiais
- Cruz Azul Hidalgo - Joga na Segunda División.
- Cruz Azul Dublan - Esta filial foi criado na temporada 2008-09 para jogar a Tercera División do México.
- Cruz Azul Lagunas - Esta filial participou várias vezes da Segunda División. Participa da Tercera División do México, onde jogará no grupo 2.